# Jenna Marshall
Jenna Marshall (nella serie tv) o Jenna Cavanaugh (nei libri) è un personaggio immaginario della serie televisiva statunitense Pretty Little Liars, ideata da Marlene King, tratta dall'omonima serie di romanzi di Sara Shepard. È interpretata da Tammin Sursok e nella versione italiana è doppiata da Giulia Catania.
Jenna è una coetanea delle protagoniste che, due anni prima dello svolgimento della trama, è stata vittima di un crudele scherzo organizzato da Alison e che l'ha fatta diventare cieca. Ora Jenna cammina con occhiali da sole e un bastone per orientarsi.

## Il personaggio

### Nei romanzi
Nella serie di romanzi, Jenna è descritta come una ragazza coetanea di Aria, Hanna, Emily e Spencer alta, magra, dai capelli lunghi e nerissimi, dalla pelle pallida e gli occhi verde smeraldo, che sono però sfregiati dai lividi provocati dall'incidente. Sempre nei romanzi, Jenna ha un carattere molto dolce, gentile e timido.

### Nella serie televisiva
Nella serie tv, Jenna Marshall è molto simile al personaggio dei libri; è sempre mora dagli occhi verdi ed è di statura alta. Tuttavia, nella serie, la sua pelle è abbronzata, non pallida, e sul viso sono assenti i tagli e i lividi permanenti provocati dall'incidente.
A differenza dei libri, che ritraggono Jenna come gentile, il personaggio televisivo è, almeno in apparenza, tutt'altro che dolce. Furiosa con le quattro ragazze, trama vendetta per averla resa cieca e non perde occasione per insultare o fare del male ad Hanna, Aria, Spencer ed Emily anche se alcune volte cerca di aiutarle lasciando loro indizi o avvisandole mostrando una personalità molto enigmatica.

### Relazioni
Jenna è famosa per le sue rivalità con Aria Montgomery, Hanna Marin, Spencer Hastings, Emily Fields, Alison DiLaurentis e CeCe Drake.
Sia nei libri che nella serie tv, Jenna intreccia una relazione fisica clandestina con il suo fratellastro Toby Cavanaugh, tant'è vero che i video di Ian Thomas la riprendono chiaramente mentre obbliga Toby a spogliarsi per lei e a baciarlo. Dopo che Toby si fidanza con Spencer, Jenna diventa gelosa e cova ancora più rancore verso le ragazze.
Dopo aver perso Toby, Jenna inizia relazioni con Garrett Reynolds, Noel Khan e, nella quarta stagione, con Shana Fring, per cui capisce di essere bisessuale mentre per ultima ma non per importanza inizia una relazione con LILALS2

## Storia nei romanzi
Nella serie di libri, Jenna è una coetanea di Alison, Aria, Hanna, Spencer ed Emily. Inizialmente, Alison invitò Jenna ad unirsi alla sua cricca di ragazze, ma questa rifiutò, scatenando le ire di Alison.
Jenna, dal quel momento, diventa uno dei bersagli di Alison per la sua cattiveria ed il suo bullismo. In più, a casa, sarà spesso molestata sessualmente dal suo fratellastro Toby Cavanaugh.
Alison è convinta che Toby le spii dalla finestra mentre lei e le amiche si cambiano (in realtà una bugia) e organizza perciò uno scherzo: gettare un grosso petardo nella casa sull'albero di Toby. Tuttavia, nella capanna non c'era il ragazzo, ma Jenna con la sua nuova amica Mona Vanderwaal. Come risultato, Jenna diventa cieca e Mona ottiene cicatrici e pesti sull'addome a causa del fuoco.
Alison obbligò Toby a prendersi la colpa dell'incidente, per cui il ragazzo viene arrestato e mandato in riformatorio.
In realtà, durante un corso di pittura, Jenna rivela ad Aria di sapere della colpevolezza di Alison, anzi afferma di aver organizzato lo scherzo con lei. Stanca delle molestie di Toby, Jenna è stata disposta a diventare cieca pur di mandare via l'odiato fratellastro.
Poco dopo, Jenna comincia a frequentare una scuola per ciechi a Philadelphia. Jenna, anni dopo, scoprirà l'esistenza di una gemella DiLaurentis, anzi scoprirà anche che quella che tutti credevano Alison era in realtà Courtney e viceversa. Alison ingannò Courtney spedendola al manicomio Radley al posto suo, ma durante le vacanze pasquali Courtney riuscì a fuggire e a far rientrare Alison al suo posto. Ormai libera dalle angherie della sorella, Courtney ne prese il posto e si creò un gruppo di amiche con Aria, Hanna, Emily e Spencer.
Tuttavia, proprio perché a conoscenza di troppe cose sulla famiglia DiLaurentis, Jenna viene uccisa a 17 anni dalla vera Alison (che aveva ucciso la sorella Courtney) e verrà ritrovata squarciata in un fosso nel giardino dei genitori.

## Storia nella serie tv
Jenna è mostrata in alcuni flashback che la ritraggono ancora vedente ad un barbecue insieme a degli amici. Alison non perde occasione per rendere alla povera Jenna la vita impossibile e non la lascia in pace.
Come Nei libri, Alison è convinta che Toby le spii dalla finestra, perciò decide di gettare un petardo nel garage di Toby. Tuttavia, nel garage non c'era Toby, ma Jenna. Poco dopo, l'esplosione del petardo accecò completamente la ragazza.
Dal quel momento, odierà a morte le ragazze per quello che hanno fatto, anche perché a differenza dei libri, nella serie tv Jenna non era a conoscenza dello scherzo.